# Absaugtisch

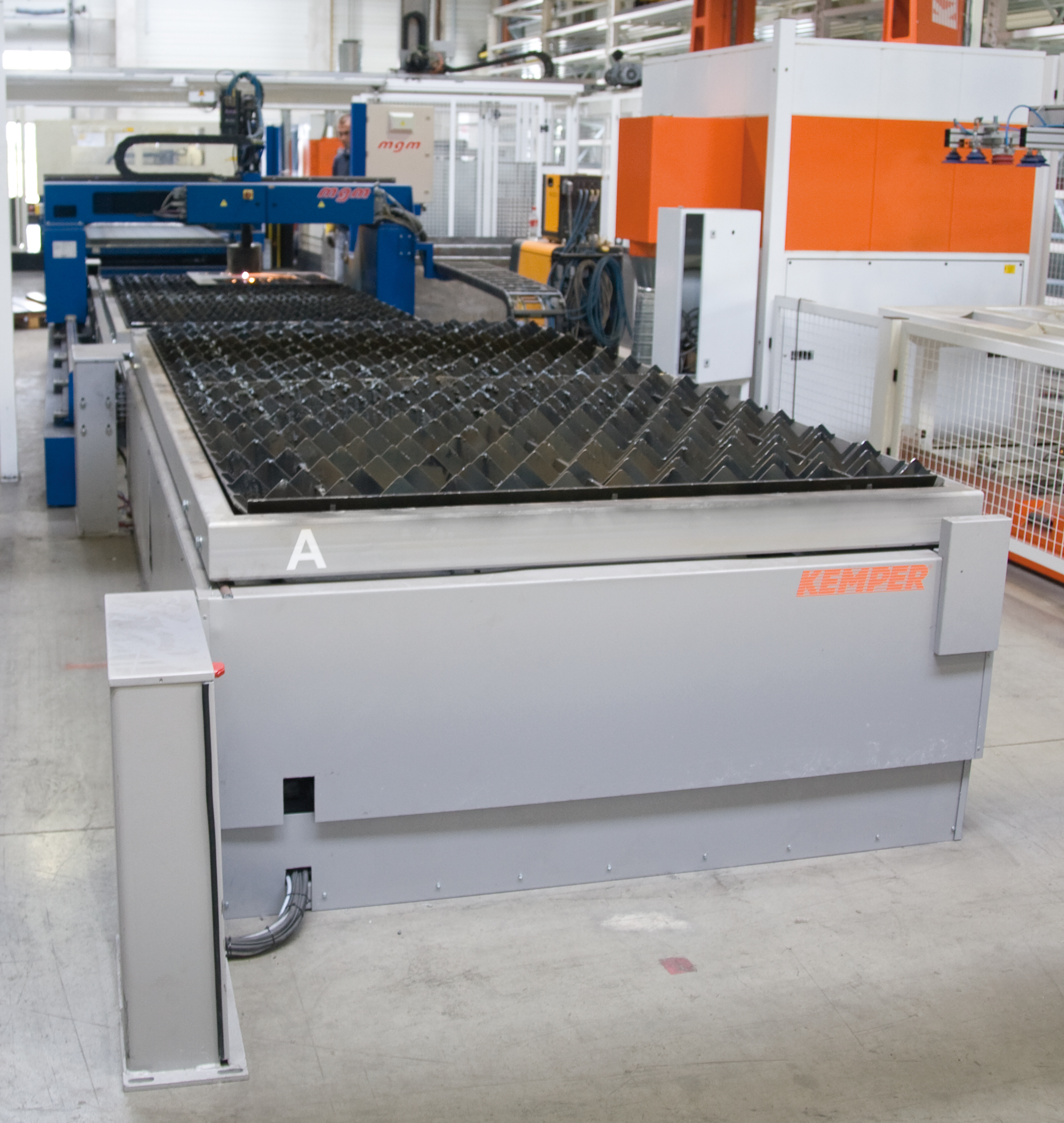
Absaugtisch mit Wechselrahmen und Schneidauflage an einer Absauganlage

Der Begriff Absaugtisch ist ein Überbegriff für Anlagen, die mittels Luft gesundheitsschädigende Partikel, Gase, Gerüche, Aerosole, Stäube entfernen. Absaugtische dienen im metallverarbeitenden, Gewerbe der Absaugung und Filterung der beim Schneiden und Schweißen von Metallen entstehenden Rauch- und Staubentwicklung. In der Nähe befindliche Personen werden vor gesundheitlichen Schäden, und Maschinen vor Funktionsstörungen geschützt. Absaugtische tragen somit in hohem Maße zum Arbeitsschutz bei.

## Konstruktive Besonderheiten
Häufig sind Absaugtische in einzeln absaugbare Segmente unterteilt, um die Absaugleistung möglichst gering zu halten. Je nach Anlagentyp wird die Absaugung der einzelnen Segmente manuell, oder vollautomatisch über die Steuerung der Schneidanlage, ermöglicht. Die Dimensionen und Leistungen der Absaugtische müssen der jeweiligen Brenn-, Plasma- oder Laserschneidanlage entsprechen. Unterschiedliche austauschbare Schneidauflagen ermöglichen eine den Bedürfnissen entsprechende verbesserte Schnittqualität.
Zum Schutz vor Filterbränden, ausgelöst durch angesaugte Funken, dient die Vorreinigung der abgesaugten Luft mittels Vorabscheider. Hierdurch erhöht sich außerdem die Standzeit der eingesetzten Filter erheblich.

## Reinigung und Wartung
Die Wartung und Reinigung von Absaugtischen wird durch abnehmbare Materialauflagen, sowie Staub- und Schlackebehälter, in denen die Gefahrstoffe aufgefangen werden, ermöglicht.

## Brennschneidtische
Brennschneidtische sind speziell für die Anforderungen beim Plasma-, Laser- oder Brennschneiden ausgelegt:
Bei diesen Verfahren werden durch den Schneiddruck Stäube und Funken im Absaugtisch aufgewirbelt und steigen nach oben. Dies macht zusätzlich zur herkömmlichen Absaugung von unten oder von der Seite eine Oberflächenabsaugung notwendig.
Die einzelnen Module der Brennschneidtische sind in Segmente unterteilt. Eine Segment-Steuerung ermöglicht, dass nur die Sektion geöffnet wird, über der gerade geschnitten wird. So können bei optimaler Absaugung Energiekosten gespart werden. Mittels großer Staub- und Schlackebehälter werden Reinigungsabstände vergrößert.

## Wasserschneidtische
Wasserschneidtische sind besonders für das Plasma-Schmelzschneiden entwickelt worden.
Durch das Schneiden von Blechplatten unter Wasser kann der Schneidstaub weitgehend absorbiert und die Lärmbelastung stark reduziert werden. Sehr geringer Materialverzug und eine hohe Schnittqualität sind weitere Vorteile. Die Bedienung erfolgt manuell oder automatisch über die Schneidanlagensteuerung. Die beim Schneiden entstehende Schlacke wird in Schlackewannen aufgefangen, die sich unterhalb der Materialauflage befinden und sich nach Absenkung des Wasserspiegels und der Entnahme der Materialauflage herausheben und reinigen lassen. Bei Wasserschneidtischen mit automatischer Austragung wird die anfallende Schlacke sowie kleine Schneidreste während des Schneidprozesses aus dem Tisch heraus befördert und in einem nebenstehenden Container gesammelt.

## Einsatz
Absaugtische finden ihren Einsatz z. B. bei:
- Schweißrauchabsaugung
- Absaugung der Abgase beim Plasma-Schmelzschneiden
- Absaugung der Abgase beim Laserschneiden
- Absaugung der Abgase beim Brennschneiden
- Absaugung der Abgase beim Schweißen
- Absaugung von Schwebstaub
- Absaugung von Schweißpartikeln